# Chen Din Hwa
Chen Din-hwa (chinês tradicional :陳廷驊; chinês simplificado :陈廷骅; Liampó, Chequião, 1923 – 17 de junho de 2012), foi um filantropo, magnata industrial e bilionário de Hong Kong, Fundou o Nan Fung Group.

## Biografia
Como um budista devoto, Chen fundou o Foundation DH Chen, que fornece serviços de caridade na educação, bem-estar e medicamento.
Chen sofria da doença de Alzheimer, diagnosticada em 2009.
Chen morreu em 17 de junho de 2012, aos 89 anos, supostamente de câncer de próstata. Na sua morte, ele foi classificado pela Forbes como a 14º pessoa mais rica em Hong Kong, com um patrimônio líquido de 2,6 bilhões de dólares, embora no início de sua carreira, ele esteve entre os dez primeiros.